# Avantgarde
 For alternative betydninger, se Avantgarde (flertydig). (Se også artikler, som begynder med Avantgarde)
Avantgarde (fra fransk "militær fortrop") er et udtryk om billedkunstnere, musikere, forfattere, og andre, som eksperimenterer med avancerede ideer. Målet er at udfordre publikums opfattelse af verden med nye og anderledes ideer.

## Eksempler på avantgardistiske bevægelser
- Futurisme
- Konstruktivisme
- De Stijl
- Suprematisme
- Dadaisme
- Ekspressionisme
- Bauhaus
- COBRA
- Fluxus
- Lettrisme
- Situationistisk internationale
- Den første avant-garde i fransk film
- Ekperimenterende kunstneristiske bevægelser:
  - Film
  - Litteratur
  - Poesi
  - Teater
  - Musik
    - Avantgarde musik

  - Nouveau roman